# Kip Winger
Charles Frederick Kip Winger, meglio noto come Kip Winger (Denver, 21 giugno 1961), è un cantante, bassista e chitarrista statunitense, leader dei Winger dal 1987.
Tra le sue collaborazioni più importanti: Alice Cooper, Bob Dylan, Twisted Sister, Jordan Rudess, The Alan Parsons Project.

## Biografia
Kip Winger è nato Denver, in Colorado, da genitori entrambi musicisti jazz. La sua prima esperienza musicale è in una band chiamata Blackwood Creek, insieme ai fratelli Nate e Paul.
All'età di 16 anni, Kip comincia a studiare musica classica dopo aver sentito i lavori di compositore come Debussy, Ravel e Stravinskij. Nel 1982 si trasferisce a New York per seguire gli insegnamenti del maestro Edgar Grana.
Nel 1984 Kip compone un brano per l'album Midnite Dynamite dei Kix. In quel periodo lavora a stretto contatto con il produttore Beau Hill, incidendo parti di basso e cori per vari album. Durante le registrazioni di Beyond the Pale della cantante Fiona, fa la conoscenza del chitarrista Reb Beach, futuro suo compagno nei Winger. Nel 1985 Kip si unisce alla band di Alice Cooper con cui registra i due album Constrictor e Raise Your Fist and Yell, prima di abbandonarla nel 1987 per dar vita al proprio gruppo.
Inizia dunque a comporre alcuni brani insieme a Reb Beach. Ai due si aggiungono presto il batterista Rod Morgenstein e il tastierista Paul Taylor, quest'ultimo già insieme a Kip nella band di Alice Cooper. Il primo album esce nel 1988 con il titolo Winger, seguito da In the Heart of the Young nel 1990, con cui la band riuscirà ad ottenere importante successo commerciale. Tuttavia il gruppo decide momentaneamente di sciogliersi nel 1994 a causa dell'insuccesso ottenuto dall'ultimo lavoro Pull.
Kip si trasferisce in Nuovo Messico per intraprendere una carriera da solista e fondare una propria casa discografica. In questo periodo il cantante registra i tre album This Conversation Seems Like a Dream, Down Incognito e Songs from the Ocean Floor.
Nel settembre 2006 si riuniscono i Winger dando alle stampe l'album IV, seguito da Karma nel 2009 e da Better Days Comin' nel 2014.
Nel maggio 2016 Kip pubblica il suo primo album di musica classica con la collaborazione della San Francisco Ballet Orchestra.

## Vita privata
Nella seconda metà degli anni ottanta, Winger ha avuto una relazione con l'attrice e modella Rachel Hunter.
La sua prima moglie Beatrice Richter, sposata nel 1991, è morta in un incidente stradale nel novembre 1996.
Winger si è sposato per la seconda volta con Paula DeTullio nel luglio 2004-2019. La coppia attualmente risiede a Nashville, Tennessee.

## Discografia

### Solista
- This Conversation Seems Like a Dream (1997)
- Down Incognito (1998)
- Songs from the Ocean Floor (2000)
- From the Moon to the Sun (2008)
- Ghosts - Suite No. 1 (2010)
- Conversations With Nijinsky (2016)

### Con Alice Cooper
- Constrictor (1986)
- Raise Your Fist and Yell (1987)

### Con i Winger

#### Album studio
- Winger (1988)
- In the Heart of the Young (1990)
- Pull (1993)
- IV (2006)
- Karma (2009)
- Better Days Comin' (2014)

#### Live
- Live (2007)

#### Raccolte
- The Very Best of Winger (2001)
- Headed for a Heartbreak and Other Hits (2003)
- Demo Anthology (2007)

### Partecipazioni
- Kix - Midnite Dynamite (1985)
- Fiona - Beyond the Pale (1986)
- Bob Dylan - Down in the Groove (1987)
- Kane Roberts - Kane Roberts (1987)
- Blue Yonder - House of Love (1987)
- Artisti vari - Hearts of Fire Soundtrack (1987)
- Twisted Sister - Love Is for Suckers (1987)
- Alice Cooper - Trash (1989)
- Fiona - Heart Like a Gun (1989)
- Orange Swirl - Orange Swirl (1998)
- Seven Days - Ride (1998)
- Rob Eberhart Young - Speak (1999)
- Under Suspicion - Under Suspicion (2001)
- Airborne - The Dig (2003)
- Jordan Rudess - Rhythm of Time (2004)
- XCarnation - Grounded (2005)
- The Mob - The Mob (2005)
- Jordan Rudess - The Road Home (2007)
- Northern Light Orchestra - Orchestra Arrangements (2009)
- Alice Cooper - Welcome 2 My Nightmare (2011)
- Hollywood Vampires - Hollywood Vampires (2015)

### Tribute album
- Smoke on the Water: A Tribute to Deep Purple (1994)
- Stone Cold Queen: A Tribute (2001)
- Spin the Bottle: An All-Star Tribute to Kiss (2004)
- Subdivisions: A Tribute to Rush (2005)

## Videografia
- Alice Cooper - The Nightmare Returns Tour (1986)
- Winger - The Videos, Vol. 1 (1989)
- Winger - In the Heart of the Young, Vol. 1 (1990)
- Winger - In the Heart of the Young, Vol. 2 (1991)
- Winger - Live in Tokyo (1991)
- Winger - The Making of Pull (1993)
- Artisti vari - VH1 Metal Mania Stripped Across America Tour Live (2006)
- Winger - The Making Of Winger IV (2006)
- Winger - Live (2007)